# 平山諦
平山 諦（ひらやま あきら、1904年8月13日 - 1998年6月22日）は、日本の数学者、和算史研究家。

## 来歴
千葉県成田生まれ。第二高等学校を経て、1930年東北帝国大学数学科卒業。1950年「和算に関する研究」で理学博士（理学）の学位を取得。林鶴一、藤原松三郎に師事。中学校教師をへて、1941年東北帝大講師。1968年退任。息子は天文学者の平山智啓（東京天文台）。

## 著書
- 『方陣の話』中教出版、1954年 数学教育叢書
- 『円周率の歴史』中教出版、1955年 数学教育叢書
- 『東西数学物語』恒星社厚生閣、1956年
- 『関孝和 250年祭記念』恒星社厚生閣、1959年
- 『和算の歴史 その本質と発展』至文堂、1961年 日本歴史新書 のち ちくま学芸文庫
- 『学術を中心とした和算史上の人々』富士短期大学出版部、1965年 東西数学シリーズ のち ちくま学芸文庫
- 『関孝和 その業績と伝記』恒星社厚生閣、1974年
- 『和算の誕生』恒星社厚生閣、1993年

## 編纂など
- 『成田山奉納算額』校訂 成田山霊光館資料室 1961年
- 『会田算左衛門安明』松岡元久共編 富士短期大学出版部、1966年
- 『安島直円全集』松岡元久共編 富士短期大学出版部、1966年
- 関孝和, 平山諦, 下平和夫, 広瀬秀雄『關孝和全集 : 全』大阪教育図書、1974年。ISBN 427130011X。
- 平山諦, 阿部楽方『方陣の研究』大阪教育図書、1983年。ISBN 4271203017。